# Proteinhydrolysat
Ein Proteinhydrolysat ist ein komplexes Gemisch von Peptiden unterschiedlicher Kettenlänge sowie freier Aminosäure. Dessen Herstellung erfolgt ausgehend von Proteinen pflanzlicher, tierischer oder mikrobieller Herkunft durch hydrolytische Spaltung der entsprechenden Proteine mittels spezifischer oder unspezifischer Proteasen. Der Hydrolysegrad variiert abhängig von dem verwendeten Enzym und den Reaktionsbedingungen (u. a. Temperatur und Reaktionsdauer).

## Proteolyse
Der vollständige durch Proteasen katalysierte hydrolytische Abbau von Proteinen und Peptiden zu den Aminosäuren wird Proteolyse genannt. Bei einer nichtenzymatischen Proteolyse unter stark sauren oder alkalischen Bedingungen können sich aber einige Aminosäuren zersetzen.